# The Beginning Massive Stadium Tour
 (mars 2013).
 (juin 2022).
Si vous disposez d'ouvrages ou d'articles de référence ou si vous connaissez des sites web de qualité traitant du thème abordé ici, merci de compléter l'article en donnant les références utiles à sa vérifiabilité et en les liant à la section « Notes et références ».
Tournées par The Black Eyed Peas
The E.N.D. World Tour 
 (2009-10) Masters Of The Sun Tour 
 (2018)
The Beginning Massive Stadium Tour (aussi connu sous le nom de The Beginning Tour) est une tournée par le groupe Américain de hip-hop The Black Eyed Peas, prévue pour 2011. Cette tournée est organisée pour promouvoir la sortie du sixième album studio du groupe, The Beginning, qui est sorti en novembre 2010.
La première partie des concerts au Stade de France du 22 juin est assurée par David Guetta. Pour les deux autres dates, des 24 et 25 juin, ce sera l'artiste Belge Stromae et l'Anglais Natalia Kills qui assureront la première partie[source secondaire souhaitée].

## Dates de la tournée
| Date              | Ville                 | Pays        | Lieu                            |
| ----------------- | --------------------- | ----------- | ------------------------------- |
| Europe            |                       |             |                                 |
| 14 mai 2011       | Carlisle              | Royaume-Uni | Radio 1 Big Weekend             |
| 22 juin 2011      | Paris                 | France      | Stade de France                 |
| 24 juin 2011      | Paris                 | France      | Stade de France                 |
| 25 juin 2011      | Paris                 | France      | Stade de France                 |
| 28 juin 2011      | Düsseldorf            | Allemagne   | ESPRIT arena                    |
| 1er juillet 2011  | Londres               | Royaume-Uni | Hyde Park                       |
| 3 juillet 2011    | Werchter              | Belgique    | Rock Werchter                   |
| 6 juillet 2011    | Alton                 | Royaume-Uni | Alton Towers                    |
| 8 juillet 2011    | Dublin                | Irlande     | Hippodrome de Punchestown       |
| 14 juillet 2011   | Madrid                | Espagne     | Stade Vicente Calderón          |
| Amérique du Nord  |                       |             |                                 |
| 27 juillet 2011   | Lewisburg             | États-Unis  | West Virginia State Fairgrounds |
| 29 juillet 2011   | White Sulphur Springs | États-Unis  | Greenbrier Classic              |
| 30 juillet 2011   | Columbia              | États-Unis  | Merriweather Post Pavilion      |
| 3 septembre 2011  | Minot                 | États-Unis  | North Dakota State Fair         |
| 23 septembre 2011 | Paradise              | États-Unis  | MGM Grand                       |
| 30 septembre 2011 | New York              | États-Unis  | Central Park                    |
| Asie              |                       |             |                                 |
| 25 octobre 2011   | Manille               | Philippines | SM Mall of Asia Concert Grounds |
| Amérique du Sud   |                       |             |                                 |
| 12 novembre 2011  | Paulínia              | Brésil      | SWU Music & Arts                |
| 15 novembre 2011  | Asunción              | Paraguay    | Jockey Club                     |
| Amérique du Nord  |                       |             |                                 |
| 23 novembre 2011  | Miami                 | États-Unis  | Sun Life Stadium                |